# Opstand van Herzegovina
De Opstand van Herzegovina (Kroatisch and Servisch: Hercegovački ustanak, cyrillisch: Херцеговачки устанак) was een opstand tegen het Ottomaanse Rijk in Herzegovina in 1875. De opstand kwam er door de harde behandeling van de voornamelijk katholieke Kroaten en de Orthodoxe Serviërs door de Bosnische beis en aghas van de toenmalige Ottomaanse provincie Bosnië.
De hervormingen die aangekondigd werden door de Turkse sultan Abdülmecit en die nieuwe rechten gaf aan de christenen werden door de machtige Bosnische grondbezitters geweigerd of genegeerd. De belastingen op de boeren werden zelfs nog verhoogd in plaats van verlaagd.
De opstand begon op 9 juli in het dorp Nevesinje in het oosten van Herzegovina. Hierna kwam de hele christelijke bevolking van Bosnië-Herzegovina in opstand. Meer dan 150.000 mensen vluchtten naar Kroatië. De Bosnische gouverneur en enkele grondbezitters probeerden zich te verzetten tegen de opstand maar konden deze niet onderdrukken. De onrust verspreidde zich al snel naar andere gebieden van het Europese gedeelte van het Ottomaanse Rijk, voornamelijk Bulgarije. De wreedheden tegen de christelijke bevolking wakkerde het anti-Turkse gevoel in Europa nog meer aan en hierdoor verzeilden Montenegro, Servië, Roemenië en Rusland in een oorlog tegen het Ottomaanse Rijk van 1876 tot 1878.
De oorlog eindigde met het Congres van Berlijn, dat besliste dat Bosnië en Herzegovina door Oostenrijk-Hongarije bestuurd zou worden.